# Моаферн
Моаферен (др.-греч. Μοαφέρνη) — наместник понтийского царя Митридата VI Евпатора в Колхиде в I веке до н. э., дядя Страбона.
О Моаферне известно от Страбона, которому он приходился дядей по матери. Как отметили Д. Б. Шелов, О. Л. Габелко и Н. Ю. Ломоури, судя по имени, Моаферн был знатным персом. Он был приближённым Митридата VI Евпатора. Понтийский царь сделал Моферана наместником Колхиды. По мнению исследователей, это назначение состоялось в конце правления Митридата — вероятно, вместо сына царя, правившего Колхидой до начала 60-х годов до н. э. Моаферн до самого конца сохранял верность Митридату и, по словам Страбона, разделил его участь, возможно, по предположению Габелко, погибнув. Это могло произойти после вторжения в страну римского военачальника Помпея Великого. По замечанию В. Б. Виноградова и О. Д. Лордкипанидзе, важные сведения о Колхиде Страбон получал от своего дяди.